# Vacunación contra la COVID-19 en Guinea Ecuatorial
La vacunación contra el COVID-19 en Guinea Ecuatorial es una campaña de inmunización en curso contra el coronavirus del síndrome respiratorio agudo severo 2 (SARS-CoV-2), el virus que causa la  enfermedad del coronavirus 2019 (COVID-19), en respuesta a la pandemia en curso en el país.
Guinea ecuatorial comenzó su programa de vacunación el 15 de febrero de 2021, inicialmente con 100.000 dosis de la vacuna BBIBP-CorV de Sinopharm donada por China.

## Historia

#### Febrero 2021
El 11 de febrero de 2021, llegaron a Guinea Ecuatorial 100.000 dosis donadas de la vacuna COVID-19 de Sinopharm procedentes de China.

#### Junio 2021
El 16 de junio de 2021, Guinea Ecuatorial compra 500.000 vacunas COVID-19 de Sinopharm.

## Progreso
Vacunaciones acumuladas en Guinea Ecuatorial
 